# Jakub Kołacz
Jakub Kołacz (ur. 2 kwietnia 1970) – polski jezuita, duszpasterz, publicysta, przełożony Prowincji Polski Południowej Towarzystwa Jezusowego w latach 2014–2020.

## Życiorys
Do Towarzystwa Jezusowego wstąpił we wrześniu 1988 r. W czerwcu 1999 wyświęcony na kapłana.
W latach 2007–2008 był redaktorem naczelnym Wydawnictwa WAM. W latach 2008–2014 był socjuszem prowincjała Wojciecha Ziółka. 19 marca 2014 mianowany prowincjałem Prowincji Polski Południowej Towarzystwa Jezusowego. Urząd sprawował od 8 września 2014 r. do 31 lipca 2020 r.
Z dniem 1 stycznia 2021 został dyrektorem naczelnym Wydawnictwa WAM. W marcu 2021 wszedł w skład komisji Tomasza Terlikowskiego, która badała sprawę Pawła M., dominikanina oskarżonego o stosowanie przemocy psychicznej i fizycznej oraz wykorzystywanie seksualne siostry zakonnej.
Jest autorem kilku książek, między innymi Słownik języka i kultury jezuitów polskich oraz Ewangelia św. Łukasza spisana własnymi słowami (wydanej przez WAM).